# Charinus magua
Espèce
Charinus magua est une espèce d'amblypyges de la famille des Charinidae.

## Distribution
Cette espèce est endémique de la province de Monseñor Nouel en République dominicaine.

## Description
La carapace du mâle holotype mesure 1,99 mm de long sur 2,45 mm et la carapace de la femelle paratype 1,69 mm de long sur 2,13 mm.

## Étymologie
Son nom d'espèce lui a été donné en référence au lieu de sa découverte, le Caciquat de la Magua.

## Publication originale
- Seiter, Schramm & Schwaha, 2018 : « Description of a new Charinus species (Amblypygi: Charinidae) from the Monseñor Nouel province, Dominican Republic. » Zootaxa, no 4438(2), p. 349-361.